# Nunda (New York)
Ne doit pas être confondu avec Nunda (village, New York).
Nunda est une ville (town) du comté de Livingston, dans l'État de New York, aux États-Unis,. En 2010, elle comptait une population de 3 064 habitants.

## Démographie
Lors du recensement de 2010, la ville comptait une population de 3 064 habitants. Elle est estimée, en 2016, à 2 966 habitants.